# Hałyczyna Lwów
Hałyczyna Lwów (ukr. Футбольний клуб «Галичина» Львів, Futbolnyj Kłub "Hałyczyna" Lwiw) – ukraiński klub piłkarski z siedzibą we Lwowie.
W sezonie 2007/2008 występował w rozgrywkach Pucharu Ukrainy.

## Historia
Chronologia nazw:
- 2007: Hałyczyna Lwów (ukr. «Галичина» Львів)

W 2007 na bazie klubu Karpaty Kamionka Bużańska powstał klub we Lwowie pod nazwą Hałyczyna Lwów.  Zespół występował w rozgrywkach Pucharu Ukrainy w sezonie 2007/2008.
Amatorska drużyna występuje w rozgrywkach mistrzostw obwodu lwowskiego. Klub również występował w rozgrywkach Mistrzostw Ukrainy spośród zespołów amatorskich.

## Inne
- Karpaty Lwów
- Hałyczyna-Karpaty Lwów
- Karpaty Kamionka Bużańska